# Lactobionate de calcium
Le lactobionate de calcium est un composé organique de formule C24H42CaO24. C'est le sel de calcium de l'acide lactobionique.
Il est utilisé comme stabilisant alimentaire, et identifié par le numéro E399.